# Staurastrum jaculiferum
Staurastrum jaculiferum là một loài Song tinh tảo trong họ Desmidiaceae, thuộc chi Staurastrum.